# جامعة الإمام عبد الرحمن بن فيصل
جامعة الإمام عبد الرحمن بن فيصل جامعة حكومية سعودية مستقلة تأسست عام 1975م تقع شمال حي الراكة الواقع على واجهة الخليج العربي، على الطريق الساحلي الرابط بين مدينتي الدمام والخبر. وتحوي الجامعة 19 كلية وبها أكثر من 30 ألف طالب وطالبة.

## عن الجامعة
في الثالث من رمضان عام 1430هـ الموافق 24 أغسطس 2009م صدر قرار من مجلس الوزراء يقضي بفصل شطري جامعة الملك فيصل في كل من الدمام والأحساء إلى جامعتين منفصلتين.انطلقت الجامعة باسمها الجديد (جامعة الإمام عبد الرحمن بن فيصل) حاملة إرثا أكاديميا وبحثيا يمتد إلى أربعة عقود؛ حيث استقبلت بعض كلياتها أول دفع من طلابها عام 1395 هـ (1975م) عند بداية مسيرة الجامعة. وقد كان لكلية الطب، والعلوم الطبية، وكلية العمارة والتخطيط دور رائد في مجال الدراسات العليا على مستوى المملكة ودول الخليج. ومع استمرار التوسع في عدد الكليات، وانضمام معظم الكليات بالمنطقة الشرقية - الدمام، أصبح بها عدد 19 كلية، موزعة على أكبر مساحة جغرافية في المملكة، وبها أكثر من 45 الف طالب وطالبة.في فبراير 2019، أطلقت كلية الاتصالات وتقنية المعلومات في الجامعة «روبوت» ينهي إجراءات المرضى ويتعامل مع المراجعين في مستشفى الملك فهد الجامعي، وذلك بمناسبة اليوم العالمي للتقنية.

### رؤساء الجامعة
| الرئيس                       | الفترة                     | المصدر |
| ---------------------------- | -------------------------- | ------ |
| د. عبد الله بن محمد الربيش   | ديسمبر 2009م - يوليو 2024م | [ 4 ]  |
| د. فهد بن أحمد الحربي (مكلف) | يوليو 2024م -              | [ 5 ]  |

## استقلال الجامعة
في أكتوبر 2019 أقر مجلس الوزراء السعودي نظام الجامعات الجديد، وفي يوليو 2020 اختيرت جامعة الإمام عبد الرحمن بن فيصل كإحدى 3 جامعات ستكون الأولى بين الجامعات السعودية التي تطبق النظام في المرحلة الأولى. يمكن النظام الجديد الجامعة من الاستقلالية في بناء اللوائح الأكاديمية والمالية والإدارية، وفق السياسات العامة التي يحددها مجلس شؤون الجامعات. كما سيسمح لها بإقرار التخصصات والبرامج فيها حسب سوق العمل والفرص التنموية في المنطقة، إضافة لتوفير مصادر تمويل جديدة وتخفيض الكلفة التشغيلية المعتمدة بالكامل على ميزانية الدولة، ويمكنها من إنشاء الشركات أوالدخول فيها كشريك.

## الأهداف العامة
- إعداد جيل ملتزم بالقيم الإسلامية العليا في العلم والعمل، مؤهل تأهيلاً مهنيًا وعلمياً وإداريا بمستوى عالٍ.
- وضع برامج تعليمية متطورة، تخرِّج مهنيين مهرة قادرين على تحقيق الأهداف العلمية والعملية، والسعي إلى تطوير المنطقة الشرقية خاصة، والمملكة العربية السعودية ودول مجلس التعاون الخليجي عامة.
- توفير بيئة تعليمية تحفز الطلبة على العمل، والتحلي بروح القيادة وتحمل المسؤولية، والطموح الدائم إلى الأفضل، وتأهيلهم للتعلم الذاتي المستمر، والعمل الجماعي؛ لتحقيق الأهداف العليا للبلاد.
- تهيئة بيئة بحثية ملتزمة، تسعى إلى اكتشاف حقائق علمية جديدة، تساعد على الارتقاء بمستوى الحياة في المجتمع، ومواكبة المسيرة العلمية العالمية.
- تخريج أجيال من الشباب الملتزم، العملي، المستعد للدخول في حلبة المنافسة في سوق العمل المحلي والإقليمي والدولي.
- تقديم خدمات مستمرة للمجتمع، في الاستشارات المهنية، والرعاية الصحية، والمهارات الحاسوبية وإعداد البرامج الثقافية والتعليمية؛ لتلبية احتياجاته المتجددة.
- العمل على ترجمة أحدث ما يستجد في العالم من كتب العلم المتخصصة التي تعتمدها أرقى الجامعات في العالم، وتنشيط حركة التأليف والنشر التي تواكب الثورة المعرفية العالمية.

## الخطة الاستراتيجية للجامعة (2018-2022)
تتكون الخطة من ثلاثة مكونات مادية وبشرية واعتبارية كما تضمنت 8 وظائف و 8 أهداف إستراتيجية منها :
- أن تكون منظومة البحث العلمي متطورة.
- أن تكون الخدمات المعرفية على قدر من الجودة.
- تعزيز الشراكة المجتمعية والمسؤولية.
- إضفاء العصرية على النظام الإداري المؤسسي للجامعة.

وأيضا تشتمل الخطة على 20 برنامجاً تنفيذياً منها:
- زيادة فرص التعليم والتعلم.
- الارتقاء بالبرامج والمناهج وأساليب التعليم والتقييم.
- تنمية وتطوير البحث العلمي.

كما أن خطة الجامعة الإستراتيجية بها 67 مشروع تطويري و 179  مبادرة بالإضافة إلى 179 مؤشر أداء.

## كليات الجامعة

### الحرم الجامعي (الراكة)
- كلية الطب
- كلية طب الأسنان
- كلية التمريض
- كلية العلوم الطبية التطبيقية
- كلية الصيدلة الإكلينيكية
- كلية الصحة العامة
- كلية الشريعة و القانون
- كلية إدارة الأعمال
- كلية الدراسات التطبيقية وخدمة المجتمع
- كلية العلوم الإدارية
- كلية العمارة والتخطيط
- كلية الهندسة
- كلية التصاميم
- كلية الحاسب الآلي وتقنية المعلومات

### الحرم الجامعي (حي الريّان)
- كلية الآداب (طالبات)
- كلية العلوم (طالبات)
- كلية التربية

### المواقع الأخرى
- كلية العلوم الطبية التطبيقية بالجبيل
- كلية العلوم والدراسات الإنسانية بالجبيل
- كلية المجتمع بالدمام
- كلية المجتمع بالقطيف

## مستشفى الملك فهد الجامعي
مستشفى تتم إدارته عن طريق جامعة الإمام عبد الرحمن بن فيصل. يقع المستشفى بمدينة الخبر وعلى بعد حوالي 10 كلم جنوب جامعة الإمام عبد الرحمن بن فيصل، ويعتبر هذا المستشفى مكاناً لتدريب خريجي كلية الطب والعلوم الطبية . وقد كان اسمه في السابق مستشفى الخبر التعليمي ثم سُمّي مستشفى الملك فهد الجامعي بالخبر ضمن إعادة تسمية المستشفيات التابعة لمشروع المستشفيات الخمس.

## المجلات العلمية
المجلة السعودية للطب والعلوم الطبية (م س ط ع ط) هي الإصدار العلمي الرسمي لجامعة الإمام عبد الرحمن بن فيصل في مجال الطب والعلوم الطبية وهي مجلة علمية محكمة لنشر الأبحاث الأصيلة التي تتعلق بالإنسان وصحته.
المجلة موجهة لجميع المهنيين في الحقل الصحي وكذلك للقراء في كل الكليات الطبية والصحية ككليات الطب والأسنان والصيدلة والتمريض وكليات العلوم الطبية التطبيقية وكليات الصحة العامة في الجامعات والمؤسسات الصحية السعودية والخليجية والعالمية.

## الجوائز
- حصلت كلية الطب في الجامعة على جائزة "ASPIRE" الدولية في التعليم الطبي من جمعية التعليم الطبي في أوروبا (AMEE)، ويعد هذا الإنجاز إمتداداً لإنجازات سابقة حصلت عليها الكلية، منها الإعتماد الوطني من هيئة تقويم التعليم والتدريب والاعتماد الدولي من الكلية الملكية بكندا.[11]
- حصولها على المركز الأول بين الجامعات السعودية في فئة "الابتكار" بالمؤشر الوطني للتعليم الرقمي 2023.[12]

## وصلات خارجية
- الموقع الرسمي لجامعة الإمام عبد الرحمن بن فيصل